# Pumpart

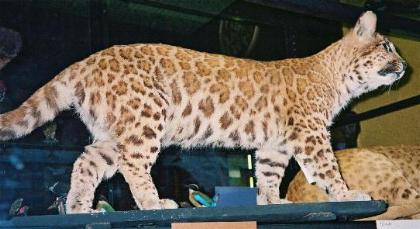
Eksponat przedstawiający pumparta

Pumpart, pumapard – mieszaniec międzyrodzajowy pumy i lamparta plamistego. Może powstać ze skrzyżowania zarówno samca pumy i lamparcicy, jak i samicy pumy i lamparta.

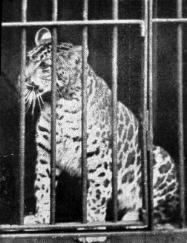
Zdjęcie pumparta (1904)

## Rys historyczny
Trzy mioty pumpartów zostały wyhodowane w późnych latach 90. XIX wieku i na początku XX wieku przez Carla Hagenbecka w jego parku zoologicznym w Hamburgu. Większość zwierząt nie osiągnęła dojrzałości. Jeden został sprowadzony w 1898 do berlińskiego zoo. Uzyskiwano je również w późniejszych latach na całym świecie.

## Wygląd
Pumpart jest zbudowany podobnie do pumy, ma jednak krótsze kończyny. Jego wygląd zależy od płci i gatunku rodziców (sierść jest zróżnicowana, zwykle z brązowymi cętkami. Mają skłonność do karłowatości.